# Berg aan de Maas
Pour les articles homonymes, voir Berg et Maas.
Berg aan de Maas est un village néerlandais situé dans la commune de Stein, dans la province du Limbourg néerlandais. Le 1er janvier 2007, le village comptait 3 370 habitants.
Berg aan de Maas est situé sur la rive droite de la Meuse.